# Malcom McLean
Malcom Purcell McLean (14 de noviembre de 1913 – 25 de mayo de 2001) fue un empresario estadounidense que desarrolló el moderno contenedor de transporte intermodal, revolucionando el transporte y comercio internacional en la segunda mitad del siglo XX. La subsiguiente contenerización supuso una reducción significativa en el coste del transporte de mercancías al eliminar la gestión de piezas individuales, mejorar la fiabilidad, dificultar los robos y reducir los tiempos de transporte.

## Primeros años
McLean nació en Maxton, Carolina del Norte en 1913. Su nombre era Malcolm originalmente, aunque utilizó Malcom más tarde en vida.
En 1935, acabó sus estudios en el instituto en Winston-Salem pues su familia no tenía bastante dinero para enviarle a universidad. En cambio, tenían bastante para comprar un camión de segunda mano.
Ese mismo año, McLean, su hermana Clara McLean, y su hermano Jim McLean fundaron McLean Trucking Co. en Red Springs, Carolina del Norte. McLean Trucking transportaba barriles de tabaco vacíos con Malcolm como uno de los conductores.

## Invención del contenedor

### Antecedentes
La idea de transportar los camiones en barcos estaba en practica antes de la Segunda Guerra Mundial. En 1926 comenzó la conexión regular entre el tren de pasajeros de lujo de Londres a París, la Flecha Dorada, con el ferrocarril del sur y el ferrocarril del norte francés. Para transportar el equipaje se usaban cuatro contenedores que eran cargados en Londres o París y llevados a los puertos de Dover o Calais respectivamente. Para ello se empleaban en coches planos en el Reino Unido y furgones “Pullman Flecha Dorada CIWL” en Francia.

### Desarrollo de Sea-Land
A comienzos de la década de 1950, McLean decidió intentar el uso de los contenedores a nivel comercial. Sobre 1952 desarrolló planes para llevar los camiones de su compañía en barcos a lo largo de la costa atlántica de EE. UU., de Carolina del Norte a Nueva York. Pronto se hizo evidente que los "trailerships", como eran llamados, eran ineficientes debido a su mal uso del espacio a bordo el barco, causando rotura de estiba. El concepto original fue modificado y simplificado, cargándose en el barco solo los contenedores sin el chasis del vehículo. 
McLean tomó un préstamo bancario de $22 millones y en enero de 1956 compró dos barcazas T-2 de la Segunda Guerra Mundial que modificó para llevar contenedores encima y bajo la cubierta. McLean supervisó la construcción de cubiertas de refugio de madera, llamado entablado Mechano. Esto era una práctica común desde la Segunda Guerra Mundial para el transporte de cargamentos de grandes dimensiones como aeronaves. Llevó varios meses remodelar los barcos, construir contenedores y adaptar los diseños de chasis para estos.
El 26 de abril de 1956, con 100 dignatarios invitados, a bordo, el SS Ideal-X (informalmente llamado el "SS Maxton" en honor de la ciudad natal de Maclean), era cargado y partía de la Terminal Marítima Newark-Elizabeth de Nueva Jersey con destino al puerto de Houston, Texas. Llevaba cincuenta y ocho furgonetas trailer de 35 pies, luego llamadas contenedores, además de una carga regular de cargamento líquido. Cuando el Ideal-X dejó el puerto de Newark, se preguntó a Freddy Fields, representante de la Asociación Internacional de Estibadores, por su visión del nuevo barco. Fields respondió: «Me gustaría hundir a ese hijo de puta». McLean voló a Houston para estar presente cuando el barco atracó sin incidentes.
En 1956 la mayoría de los envíos eran cargados y descargados a mano por estibadores. La carga manual costaba $5.86 por tonelada en aquel tiempo. Utilizando contenedores pasó a costar sólo 16 céntimos por tonelada con una reducción de 36 veces. La contenerización también redujo el tiempo empleado en cargar y descargar los barcos. McLean afirmó que «un barco gana dinero sólo cuando está en el mar», y basó su negocio en buscar eficiencia.
En abril de 1957, el primer barco de contenedores, el Gatway City, empezó a presentar un servicio regular entre Nueva York, Florida y Texas. Durante el verano de 1958 McLean Industries, todavía utilizando el nombre de Pan-Atlantic Steamship Corporation, inauguró un servicio portacontenedores entre los EE. UU. y San Juan, Puerto Rico con el barco Fairland. La compañía fue oficialmente renombrada Sea-Land Service Inc. en abril de 1960. McLean alcanzó beneficios por 1961 y siguió añadiendo rutas y comprando barcos más grandes.
En agosto de 1963, McLean abrió una nueva terminal de 101 acres (0.41 km²) la Terminal Marítima Newark-Elizabeth de Nueva Jersey para manejar aún más tráfico de contenedores. El desarrollo del mercado fue lento hasta finales de la década de 1960. Muchos puertos no disponían de las grúas necesarias para cargar y descargar contenedores de los barcos y el cambio era lento en una industria tradicional. Además, los sindicatos vieron la idea como una amenaza a los empleos en la estiba.
En abril de 1966, Sea-Land comenzó a dar servicio entre Nueva York y Róterdam, Bremen y Grangemouth (Escocia).
Al año siguiente (1967), fueron invitados por el gobierno de EE. UU. para dar servicio de contenedor entre EE. UU. y Vietnam del Sur. El servicio a Vietnam produjo el 40% de los ingresos de la compañía en 1968/69. A finales de 1968 se inauguró un servicio desde los Estados Unidos al Lejano Oriente. Este servicio fue ampliado a Hong Kong y Taiwán en 1969, y a Singapur, Tailandia y las Filipinas en 1971.

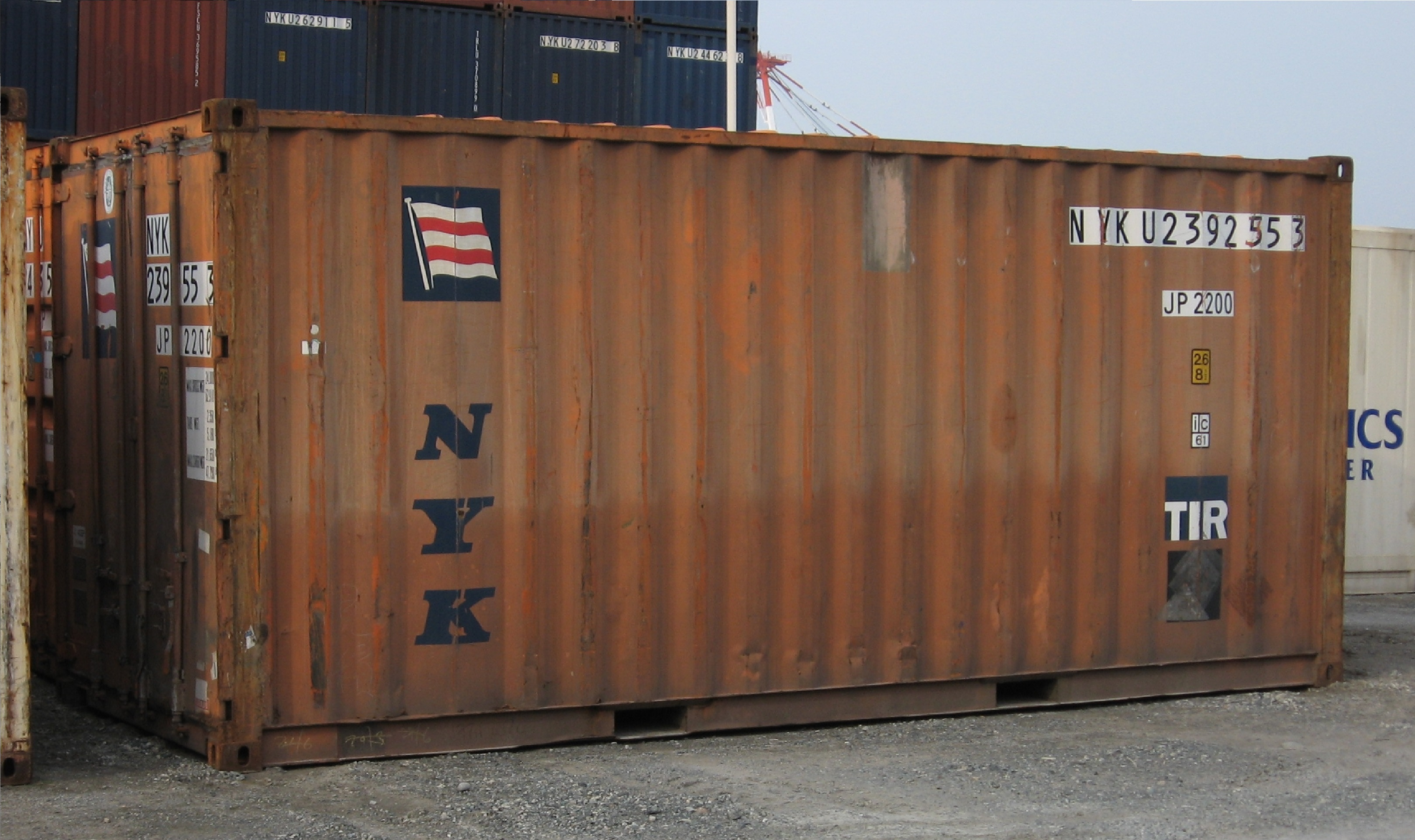
Contenedor marítimo de 20 pies

Para conseguir reducciones de mano de obra y tiempo en los muelles McLean observó los avances de Roy Fruehauf y defendió la estandarización. Sus esfuerzos resultaron en un contenedor estandarizado fue objeto de una patente. McLean dejó su diseño patentado disponible sin regalías a través de una concesión a la Organización Internacional de Normalización.
Para finales de la década de 1960, Sea-Land Industries tenía 27.000 contenedores fabricados por Fruehauf, 36 barcos y acceso a más de 30 puertos.

### Etapa de R.J. Reynolds
Cuando las ventajas del sistema McLean se hicieron evidentes, los competidores deprisa desarrollaron alternativas. Construyeron barcos más grandes y más grúas y contenedores más sofisticados. Sea-Land necesitaba dinero para competir. McLean se dirigió a la Compañía Tabacalera Reynolds, viejos conocidos de su etapa de camionero. En enero de 1969, Reynolds apalabró la compra de Sea-Land por $530 millones en efectivo y acciones. McLean personalmente obtuvo $160 millones y un asiento en la junta de la compañía. Para llevar a cabo la compra, Reynolds formó un holding llamado R.J. Reynolds Industries, Inc. que compró Sea-Lan en mayo de 1969. Ese año mismo, Sea-Land encargó cinco barcos portacontenedores más grandes y rápidos de la clase SL-7.
Bajo Reynolds, los beneficios de la Sea-Land fueron intermitentes. A finales de 1974, Reynolds había invertido más de $1 mil millones en la compañía , construyendo terminales enormes en Nueva Jersey y Hong Kong y añadiendo barcos a su flota.
El principal gasto de Sea-Land era el combustible de forma que en 1970, RJR compró American Independient Oil Co., también conocida como Aminoil, por $56 millones. RJR invirtió millones en exploración petrolífera intentando hacer crecer a Aminoil.
En 1974, R.J. Reynolds Industries tuvo su año mejor. Los ingresos Sea-Land aumentaron casi 10 veces hasta $145 millones. Los de Aminoil llegaron a $86.3 millones. La empresa de índices financieros Dun & Bradstreet nombró a RJR una de las cinco compañías mejor dirigidas en Estados Unidos. Pero en 1975 los ingresos de Sea-Land cayeron bruscamente junto a los Aminoil. McLean dejó su puesto en la junta de Reynolds en 1977 y cortó sus lazos con la compañía.
En junio de 1984, R.J. Reynolds Industries vendió Sea-Land mediante una oferta pública de acciones. La compañía pasó a cotizar en la Bolsa de Nueva York. En septiembre de 1986, Sea-Land se fusiónó con CSA Acquisition Corp., una filial de CSX Corporation. Cada acción de la primera fue intercambiada para 28 dólares en efectivo.
Los servicios internacionales de Sea-Land fueron finalmente vendidos a Maersk en 1999 y la compañía combinada renombrada Maersk Sealand, antes de pasar a ser llamada en 2006, Maersk Line. Los servicios domésticos de Sea-Land fueron renombrados Horizon Lines, que sigue representando aproximadamente el 36% del tráfico marítimo de contenedores en los EE. UU. (incluyendo Alaska, Hawái, Puerto Rico y Guam). La compañía tiene su centro en Charlotte, Carolina del Norte.

## Aventuras empresariales subsiguientes
En 1968 Mclean financió un proyecto inmobiliario en Waveland, Misisipi, que fue la base de Diamondhead.
En 1978, McLean adquirió United States Lines. Construyó una flota de portacontenedores sumando 4,400-TEU, la más grande del momento. Los barcos, operando en alrededor del mundo, estaban diseñados para el periodo posterior a las crisis del petróleo de la década de 1970 y eran lentos pero eficientes en el uso del combustible y por tanto no preparados para competir en el periodo subsiguiente de combustible barato. USL se declaró en bancarrota en 1987. McLean se tomó personalmente las críticas que siguieron por el colapso y la pérdida de empleo.
En 1982, McLean era parte de la lista de Forbes de los 400 estadounidenses más ricos, con un valor neto de $400 millones. Aun así, unos cuantos años más tarde, debido a su apuesta sobre el precio del petróleo, McLean tuvo que acogerse al Capítulo 11 de la ley estadounidense sobre bancarrotas por una deuda de mil trescientos millones de dólares.
En 1991, con 78 años de edad, McLean fundó Trailer Bridge, Inc., que opera entre los EE. UU. (Jacksonville, Florida), Puerto Rico y la República Dominicana.
McLean también desarrolló invenciones no marítimas, incluyendo un método para levantar pacientes de una camilla a una cama de hospital.

## Muerte
McLean murió en su casa en el East Side de Manhattan el 25 de mayo de 2001 a los 87 años, de fallo cardíaco. Su muerte llevó al Secretario de Transporte de EE. UU. Norman Y. Mineta a declarar:

Malcom revolución el transporte marítimo en el siglo XX. Su idea modernizó la carga y descarga de los barcos, que hasta entonces se había realizado básicamente de la misma manera que usaban los antiguos fenicios hace 3.000 años, resultando en un transporte de bienes mucho más seguro y barato, más rápido y con mejor servicio. Le debemos tanto a un visionario, "el padre de la contenerización", Malcolm P. McLean.

En un editorial tras su muerte, The Baltimore Sun declaró que "se sitúa junto Robert Fulton como el mayor transformador de la historia de comercio marítimo." Forbes le llamó "uno de los pocos hombres que han cambiado el mundo."
En la mañana del funeral de McLean barcos portacontenedor alrededor de todo el mundo soplaron sus silbatos en su honor.

## Honores
La revista Fortune nombró a McLean a parte de su Salón de la Fama Empresarial en 1982. En 1995, American Heritage le nombró uno de los diez innovadores excepcionales de los últimos 40 años. En 2000 fue nombrado Hombre del Siglo de la Salón de la Fama Marítima Internacional.
McLean fue nombrado Miembro Junior del Salón de la Fama de los Empresarios de Estados Unidos en 1982.
En 2000, McLean recibido un grado honorario del Academia de la Marina Mercante de los Estados Unidos.
McLean es la única persona que ha fundado tres compañías distintas de la Bolsa de Nueva York (además de dos en el NASDAQ).
Trailer Brdige Inc., fundada por McLean en 1992, anualmente otorga el Premio Malcolm P. McLean al Espíritu Innovador. El premio reconoce a un estudiante de grado de la Universidad George Mason, seleccionado por los profesores.
McLean fue nombrado parte del Salón de la Fama del Transporte de Carolina del Norte en 2006.